# Емилевка (Житомирская область)
Емилевка (укр. Ємилівка) — село на Украине, находится в Иршанской поселковой общине Житомирской области.
Население по переписи 2001 года составляет 186 человек. Почтовый индекс — 12112. Телефонный код — 4145. Занимает площадь 9,45 км².